# Пилгрим Хилл
Пилгрим Хилл (англ. Pilgrim Hill) — ирландский фильм 2013 года в жанре сельской драмы. Сценарист и режиссёр Джерард Барретт получил за него награду «Восходящая звезда» на 10-й церемонии Irish Film & Television Awards.
В фильме рассказывается об одинокой жизни ирландского молочного фермера, живущего только со своим отцом-инвалидом в отдалённой ирландской местности. В фильме рассказывается о его повседневной работе на ферме, а также о его весьма редких встречах с другими людьми. The Irish Times (в обзоре с четырьмя звёздами) написала: «Дебютный полнометражный фильм Барретта — это тихий ошеломляющий кусочек сельского натурализма. Мастерский дебют».